# Elis Monteverde Burrau
Elis Liam Monteverde Burrau, född Burrau den 2 januari 1992 i Stockholm, är en svensk författare och poet. 

## Biografi
Monteverde Burrau utkom 2016 med diktsamlingen Och vi fortsatte att göra någonting rörande på CL(P) Works, vilken nominerades till Borås tidnings debutantpris 2017. I maj 2017 utkom Burraus andra diktsamling Röda dagar på 10TAL Bok, och i januari 2018 romandebuterade han med Karismasamhället – en roman på Albert Bonniers förlag. 
I mars 2020 kom Burraus andra roman De äter ur din hand, Baby. År 2021 gavs diktsamlingen 6 juni och solen ut.
Burrau driver PDF-förlaget Fame Factory tillsammans med Anna Axfors. Han är även en del av redaktionen för tidskriften Fikssion. Åren 2014–2017 var han litteraturredaktör på Nöjesguiden. Burrau är en återkommande panelmedlem i kulturprogrammet Cyklopernas land på SVT.
År 2016 utsågs Burrau till en av Sveriges viktigaste unga poeter av Svenska Dagbladet. Han tilldelades samma år Samfundet De Nios Julpris. Burrau har Sveriges största samling utgåvor av Hjalmar Bergmans sista roman Clownen Jac som han också ofta får donerade till sig, han ser denna samling som ett livslångt projekt.
Burrau är gift med konstnären Militza Monteverde Burrau som han ofta refererar till i sina verk. Tillsammans har de ett barn.

## Utmärkelser
2025 – De Nios Vinterpris